# Philippe Besson
Philippe Besson (n. 29 ianuarie 1967, Barbezieux-Saint-Hilaire) este un scriitor francez.

## Biografie
După ce a terminat liceul în Bordeaux, Besson a absolvit facultatea de drept din Rouen. La 22 de ani s-a mutat la Paris, unde a lucrat ca avocat și lector de drept social. Influențat de Marguerite Duras, Marcel Proust și Arthur Rimbaud, Besson a publicat în anul 2001 primul său roman En l’absence des hommes. Cărțile sale au fost traduse parțial în 14 limbi și au ajuns în Franța cel mai bine vândute.

## Opere
- En l’absence des hommes. 2001, ISBN 2-260-01564-6.
- L’arrière-saison. 2003, ISBN 2-260-01610-3.
- Un garçon d’Italie. 2003, ISBN 2-260-01642-1.
- Les jours fragiles. 2004, ISBN 2-260-01641-3.
- Son frére. 2005, ISBN 2-260-01586-7.
- Un instant d’abondon. 2005.
- L’enfant d’octobre. 2006
- Se résoudre aux adieux. éd. Julliard, Paris 2007, ISBN 978-2-260-01726-4.
- Un homme accidentel. éd. Julliard, Paris 2008, ISBN 978-2-260-01741-7.
- Huit. éd. Calmann-Levy, Paris 2008.
- La Trahison de Thomas Spencer. éd. Julliard, Paris 2009.
- Retour parmi les hommes. éd. Julliard, Paris 2011, ISBN 978-2-260-01857-5.
- Une bonne raison de se tuer. éd. Julliard, Paris 2012, ISBN 978-2-260-02003-5.
- Vivre vite. [roman despre James Dean]. éd. Julliard, Paris 2014. ISBN 978-2-260-02396-8 (Print); ISBN 978-2-260-02406-4 (eBook)

## Cărți traduse în limba română
- Rătăcitori prin Lisabona, Editura Polirom, 2016, ISBN 9789734662395

## Premii
- 2001: Prix Emmanuel-Roblès, Académie Goncourt pentru romanul En l’absence des hommes.
- 2003: Grand Prix RTL-Lire pentru romanul L'arrière saison

## Ecranizări
- Patrice Chéreau după romanul Son frère